# Almeirim
Almeirim és un municipi portuguès, situat al districte de Santarém, a la regió d'Alentejo i a la subregió de Lezíria do Tejo. L'any 2006 tenia 22.776 habitants. Limita al nord amb Alpiarça, a l'est i nord-est amb Chamusca, al sud amb Coruche i Salvaterra de Magos, a l'oest amb Cartaxo i al nord-oest amb Santarém.

## Estadística
| Població del concelho d'Almeirim (1801 – 2004) | Població del concelho d'Almeirim (1801 – 2004) | Població del concelho d'Almeirim (1801 – 2004) | Població del concelho d'Almeirim (1801 – 2004) | Població del concelho d'Almeirim (1801 – 2004) | Població del concelho d'Almeirim (1801 – 2004) | Població del concelho d'Almeirim (1801 – 2004) | Població del concelho d'Almeirim (1801 – 2004) | Població del concelho d'Almeirim (1801 – 2004) |
| ---------------------------------------------- | ---------------------------------------------- | ---------------------------------------------- | ---------------------------------------------- | ---------------------------------------------- | ---------------------------------------------- | ---------------------------------------------- | ---------------------------------------------- | ---------------------------------------------- |
| 1801                                           | 1849                                           | 1900                                           | 1930                                           | 1960                                           | 1981                                           | 1991                                           | 2001                                           | 2004                                           |
| 1318                                           | 4602                                           | 13688                                          | 12808                                          | 18011                                          | 21154                                          | 21380                                          | 21957                                          | 22617                                          |

## Freguesies
- Almeirim
- Benfica do Ribatejo
- Fazendas de Almeirim
- Raposa